# Valter Gjoni
Valter Gjoni (ur. 4 października 1954 w Tiranie, zm. 14 listopada 2020) – albański reżyser i aktor teatralny, autor licznych artykułów oraz programów o tematyce kulturalnej, informacyjnej i historycznej w czasopismach oraz programach telewizyjnych. Zagrał około 60 ról teatralnych, 8 ról filmowych oraz zrealizował 5 filmów dokumentalnych.

## Życiorys
W 1978 ukończył studia z zakresu sztuki dramatycznej na Wyższym Instytucie Sztuk w Tiranie oraz rozpoczął pracę aktora i reżysera w tirańskim Teatrze Ludowym, pracował również dla Kinostudia Shqipëria e Re oraz dla Radio Televizioni Shqiptar. W 1987 roku ukończył studia dziennikarskie, szkolił się również w państwach, jak Francja, Holandia, Dania, Finlandia, Włochy i Grecja.
W latach 90. zrealizował około 20 wystaw i opublikował łącznie 8 artykułów o tematyce historycznej i kulturowej.
Zmarł dnia 14 listopada 2020 roku z powodu COVID-19.

## Odznaczenia
Został odznaczony albańskim Orderem Naima Frashëriego oraz francuskim Orderem Narodowym Zasługi.

## Życie prywatne
Ojciec Klevisa Gjoniego.